# 參議院禮遇
參議院禮遇既非明文規定亦無約束力，是美國一項長期存在的非正式憲法慣例，意指當個別參議員對家鄉州份的某項公職任命表達反對意見時，其他議員會傾向於支持自己的院中同僚。這項禮遇是基於普遍存在於參議員之間的共治意識，及假設參議院同事最是了解來自家鄉州份的被提名人之品格和資歷。參議院禮遇也被視為美國參議員「恩庇侍從的重要來源」。

## 程序
此慣例賦予個別參議員在聯邦公職人員的提名和確認過程中發揮一定作用，前提是總統和參議員同黨籍。總統在提名任何與個別參議員家鄉州份相關的聯邦職位之前，都會先徵詢該同黨參議員的意見，以避免因被提名人遭否決所導致的高昂政治代價，與下不了台。
這樣的諮詢可用以取得參議員對於提名人選的建議，參議員可藉此施惠於自家地盤上具該職位資格的政治支持者；也可在提名前先私下尋求參議員對總統口袋人選之准否。正如美國司法部長羅伯特·F·甘迺迪所述：「這基本上算是在總統的建議和同意下進行的參議員任命。」
至於在野黨參議員，雖然沒有總統同黨議員所享有的諮詢權，但基於參議院司法委員會的藍紙條政策，至少也在美國聯邦地區法院和美國聯邦上訴法院的法官提名上，乃至美國聯邦檢察官和美國法警局的相關任命上得享諮詢權，因為這些職位的轄區在地理上與參議員家鄉州份相關。

## 歷史
參議院禮遇的先聲始於喬治·華盛頓總統提名Benjamin Fishbourn出任駐喬治亞州薩凡納港的海軍軍官時。鑑於草創時期的美國聯邦政府亟需補足公職人員，參議院此前都迅速批准總統的提名。但當參議院就Fishbourn的提名進行辯論時，來自喬治亞州的兩位參議員同表反對，參議員James Gunn甚至還起身發言拒斥——很可能是與被提名人有私怨。參議院聽從了Gunn的意見，否決該提名。
參議院禮遇通常不適用於美國最高法院大法官的任命，但這阻止不了一些美國參議員利用這項慣例成功阻擋出身自家州份的最高法院大法官被提名人。在格羅弗·克里夫蘭總統的第二任期內，大法官Samuel Blatchford任內去世引發克里夫蘭總統和紐約州參議員David Bennett Hill之間的政治互鬥。克里夫蘭先後所提名的William B. Hornblower和Wheeler Hazard Peckham都被Hill擋了下來——這兩人此前都曾反對過Hill的紐約政治機器。除這項慣例之外，參議院禮遇Hill的阻滯也是由於該職缺自湯瑪斯·傑佛遜政府以來一直都是提名出身紐約州的人任職。克里夫蘭隨後訴諸參議院的另一項慣例——「參議員全體除自動批准者外之同意」的慣例 ——提名時任路易斯安那州參議員的愛德華·道格拉斯·懷特，迴避掉Hill的反對。